# Петнадесета мотострелкова дивизия
Петнадесета мотострелкова дивизия е бивше военно съединение на българската армия.

## История
Създадена е през май 1950 г. чрез преименуването на девета плевенска пехотна дивизия на девета стрелкова дивизия. С указ № 527 от 22 септември 1950 г. е преименувана на петнадесета стрелкова Дунавска дивизия. Нейните полкове са преименувани както следва: четвърти пехотен плевенски полк на 27 стрелкови полк, осемнадесети пехотен етърски полк на 35 стрелкови полк, тридесет и трети пехотен свищовски полк на 43 стрелкови полк и 9-и дивизионен артилерийски полк на 44-ти оръдеен артилерийски полк. Дивизията е определена като военновременна и в мирно време се състои само от 27 отделен стрелкови полк в Плевен, който трябва да развърне 15-а дивизия и 35 отделен стрелкови полк във Велико Търново, който трябва да разгърне още една дивизия във военно време. По-късно Школата за запасни офицери е преместена от Велико Търново в Плевен и 35 полк е закрит, като Школата за запасни офицери остава да развръща дивизия. От 1960 г. дивизията става на 15-а мотострелкова дивизия. Дивизията е закрита през 1998 г.

## Наименования
- Девета стрелкова дивизия – май 1950 – 22 септември 1950
- Петнадесета стрелкова Дунавска дивизия – 22 септември 1950 – 1960
- Петнадесета мотострелкова дивизия – 1960 – 1998

## Командири
Званията са към датата на заемане на длъжността:
- полковник Делчо Симов (март 1950 – 20 март 1952)
- полковник Никола Георгиев – до 1956

### Командващи артилерията
- подполковник Георги Найденов 1955 – 1957